# ابراهیما سوری سوماه
ابراهیما سوری سوماه (انگلیسی: Ibrahima Sory Soumah؛ زادهٔ ۲۲ فوریهٔ ۱۹۹۵) بازیکن فوتبال اهل گینه است.
وی همچنین در تیم ملی فوتبال گینه بازی کرده است.